# Vincenzo Ferdinandi
Vincenzo Ferdinandi (Newark, 1920 – Róma, 1990) olasz divattervező.

## Élete és pályafutása
Az USA-ban született, a 40-es évek közepén Olaszországba költözött, és Rómában nyitott műterét az elegáns Via Veneto-ban.
1949-ben Christian Dior meghívta Párizsba, hogy működjön együtt a francia divatházzal.
1952-ben részt vett az első divatbemutatón a Palazzo Pitti-n. Az eseményről Oriana Fallaci, az Epoca újságírója számolt be.
1953-ban Emilio Schuberth, Sorelle Fontana, Alberto Fabiani, Giovannelli-Sciarra, Mingolini-Gugenheim, Eleonora Garnett és Simonetta támogatásával az olasz divatszövetség alapítója lett.
Öltöztetett olyan híres színésznőket, mint Ingrid Bergman, Sandra Dee, Jennifer Jones, May Britt, Eliette Von Karajan, Virna Lisi, Anna Magnani, Sylva Koscina, Lucia Bosè, Lilli Cerasoli, Ivy Nicholson, Loredana Pavone, Marta Marzotto és Elsa Martinelli.

## Külső hivatkozások
- Ferdinandi Haute Couture